# Svetovno prvenstvo v hokeju na ledu 1993
Svetovno prvenstvo v hokeju na ledu 1993 je bilo sedeminpetdeseto Svetovno prvenstvo v hokeju na ledu. Potekalo je med 12. marcem in 2. majem 1993 v Münchnu in Dortmundu, Nemčija (skupina A), Eindhovnu, Nizozemska (skupina B) ter ljubljanski dvorani Hala Tivoli in blejski dvorani Ledena dvorana Bled (skupina C). Zlato medaljo je osvojila ruska reprezentanca, srebrno švedska, bronasto pa češkoa, v konkurenci dvaintridesetih reprezentanc, prvič tudi slovenske, ki je osvojila štiriindvajseto mesto. To je bil za rusko reprezentanco prvi naslov svetovnega prvaka oziroma triindvajseti skupaj s sovjetskimi. 

## Dobitniki medalj
| Zlato | Srebro | Bron |
| RusijaAndrej Trefilov Maksim Mihajlovski Andrej Zujev Aleksander Karpovcev Aleksander Smirnov Ilja Bjakin Dimitrij Frolov Andrej Sapožnikov Sergej Šendeljev Dimitrij Juškevič Sergej Sorokin Sergej Petrenko German Titov Andrej Homutov Jan Kaminski Aleksej Jašin Sergej Puškov Andrej Nikolišin Valerij Karpov Konstantin Astrahancev Vjačeslav Bikov Igor Varicki Vjačeslav Bucajev | ŠvedskaTommy Söderström Peter Aslin Michael Sundlöv Peter Popovic Arto Blomsten Fredrik Stillman Roger Åkerström Stefan Larsson Peter Andersson Kenneth Kennholt Stefan Nilsson Patrik Juhlin Thomas Rundqvist Markus Näslund Jan Larsson Peter Forsberg Charles Berglund Mikael Renberg Mikael Andersson Michael Nylander Ulf Dahlen Håkan Åhlund | ČeškaPetr Bříza Roman Turek Zdeněk Orct Leo Gudas Miloš Holaň Drahomír Kadlec Bedřich Ščerban Antonín Stavjaňa Miloslav Hořava Aleš Flašar Petr Rosol Kamil Kašťák Richard Žemlička Jiří Kučera Jan Čaloun Petr Hrbek Tomáš Kapusta Otakar Janecký Roman Horák Martin Hosták Radek Ťoupal Jiří Doležal Josef Beránek |

## Končni vrstni red
1. Rusija
2. Švedska
3. Češka
4. Kanada
5. Nemčija
6. ZDA
7. Finska
8. Italija
9. Avstrija
10. Francija
11. Norveška
12. Švica
13. Združeno kraljestvo
14. Poljska
15. Nizozemska
16. Danska
17. Japonska
18. Romunija
19. Kitajska
20. Bolgarija
21. Latvija
22. Ukrajina
23. Kazahstan
24. Slovenija
25. Madžarska
26. Severna Koreja
27. Avstralija
28. Belgija
29. Južna Koreja
30. Španija
31. Izrael
32. Južna Afrika